# Four Sticks
«Four Sticks» (с англ. — «Четыре палочки») — песня с безымянного четвёртого альбома, выпущенного в 1971 году на лейбле Atlantic Records. В феврале 1972 года была выпущена в качестве би-сайда к синглу «Rock and Roll». Название песни является отсылкой к барабанщику группы Джону Бонэму, который, во время её записи, сыграл двумя парами барабанных палочек.
Группе трудно давалась запись этой песни, на неё было потрачено гораздо больше дублей, чем на другие с альбома Led Zeppelin IV. Одной из особенностей мелодии является комбинированный рифф в размере 5/8 и 6/8. Помимо этого, Джон Пол Джонс сыграл в ней на синтезаторе EMS VCS 3.

## Four Hands
В 1972 году эта песня была перезаписана Джимми Пейджем и Робертом Плантом с Бомбейским симфоническим оркестром во время их поездки в Индию, вместе с треком «Friends» из Led Zeppelin III. Эта версия включает в себя барабаны табла и ситары. Запись, получившая название «Four Hands», была официально выпущена на ремастеринговой версии альбома Coda в 2015 году.

## Другие версии
В 1994 году Пейдж и Плант возобновили музыкальное сотрудничество в виде одноимённого дуэта. 25 и 26 августа они исполнили обновлённую версию этой песни, которая была включена в альбом No Quarter: Jimmy Page and Robert Plant Unledded. Впоследствии Плант выступал с этой версией «Four Sticks» во время своего сольного турне 2005 году, а также включил её в DVD-издание концерта Soundstage: Robert Plant and the Strange Sensation.
Альтернативная версия этой песни была включена в ремастированную «делюксовую версию» альбома Led Zeppelin IV, выпущенную в 2014 году. Запись была выпущена под названием «Four Sticks (Alternate Mix)» и представляла собой версию записанную 2 ноября 1970 года на студии Island Studios, No.2, со звукоинженером Энди Джонсом и помощником инженера Тони. Она длится 4:33, в то время как оригинальная версия — 4:45.